# Andrej Loekanov
Andrej Karlov Loekanov (Bulgaars: Андрей Карлов Луканов) (26 september 1938 - Sofia, 2 oktober 1996), was een Bulgaars diplomaat, politicus en premier.

## Levensloop

### Jeugd en opleiding
Andrej Loekanovs ouders waren actieve Bulgaarse communisten die naar de Sovjet-Unie waren gevlucht. Na de communistische machtsovername na de Tweede Wereldoorlog keerden Andrej en diens ouders naar Bulgarije terug. Loekanovs vader, Karlo Loekanov, werd een belangrijk Bulgaars politicus. Van 1956 tot 1961 was Karlo Loekanov minister van Buitenlandse Zaken. Ook was hij lid van het Politbureau van de Bulgaarse Communistische Partij (BKP). Loekanovs moeder was van Joodse afkomst en een actief partijlid.
Andrej Loekanov studeerde aan het Staatsinstituut voor Buitenlandse Relaties in Moskou. Hier leerde hij ook zeven verschillende talen.

### Politicus
In 1965 werd Andrej Loekanov lid van de BKP. Hij werkte eerst als inspecteur bij de Comecon en het ministerie van Buitenlandse Zaken (tot 1966). Daarna maakte hij carrière binnen het ministerie voor Buitenlandse Handel (1966-1972). Van 1 februari 1972 tot 31 oktober 1973 was hij onderminister, daarna van 31 oktober 1973 tot 16 juni 1976 minister van Buitenlandse Handel. Van 1974 tot 1975 was hij tevens voorzitter van de Raad voor Handel en Ontwikkeling van de UNCTAD (Verenigde Naties). 
In 1976 werd Loekanov kandidaat-lid van het Centraal Comité van de BKP en in hetzelfde jaar werd hij in de Nationale Vergadering (parlement). In 1977 werd hij stemhebbend lid van het Centraal Comité van de BKP en in de Nationale Raad van het Vaderlands Front (volksfront) gekozen. In 1979 werd kandidaat-lid van het Politbureau. 
Van 17 juni 1976 tot 18 augustus 1987 was hij Andrej Loekanov vicepremier en daarna van 18 augustus 1987 tot 17 november 1989 minister van Buitenlandse Economische Relaties.

### Minister-president
Op 10 november 1989 nam Loekanov deel aan de paleiscoup tegen voorzitter van de Staatsraad (staatshoofd) Todor Zjivkov, die als sinds 1954 de machtigste man van Bulgarije was. Als een reformist binnen de BKP betoonde hij zich voorstander van grote maatschappelijke veranderingen. Zjivkovs opvolger, Petar Mladenov, benoemde Loekanov op 3 februari 1990 tot minister-president van de, naar later bleek, laatste communistische regering van Bulgarije. Loekanov nodigde de oppositie (w.o. de Unie van Democratische Krachten) uit voor rondetafelgesprekken. De voornaamste uitkomst van deze besprekingen was de invoering van een meerpartijenstelsel (maart 1990). In april 1990 werden er vrije verkiezingen uitgeschreven voor en 10 en 17 juni 1990. 
In april 1990 wijzigde de BKP haar naam in de Bulgaarse Socialistische Partij (BSP). De BSP won de parlementsverkiezingen van 10 en 17 juni 1990 met een absolute meerderheid en president Mladenov gaf Loekanov de opdracht een regering te vormen. Loekov had, gezien de absolute meerderheid in het parlement (211 van de 400 zetels), een eenpartijkabinet kunnen formeren, maar Loekanov wilde een brede coalitie en trachtte andere partijen in de regering op te nemen. Geen enkele partij wilde echter met de ex-communisten regeren en Loekanov vormde een eenpartijregering. De oppositie werkte de nieuwe regering tegen en voerde een harde oppositie. In november dreigden de vakbonden met een algemene staking en rees er protest tegen de economische hervormingsplannen van het kabinet (invoering vrije markteconomie). Loekanov diende daarop zijn ontslag in. Als zijn opvolger benoemde president Zjelev (opvolger van president Mladenov) op 7 december 1990 de partijloze Dimitur Popov.
In 1992 werd Loekanov gearresteerd en beschuldigd van frauduleuze praktijken, maar de aanklachten werden spoedig ingetrokken. Volgens sommigen is Loekanov schuldig aan de buitenlandse schulden van Bulgarije. Ook zou Loekanov tijdens zijn ministerschap van Buitenlandse Handel contacten hebben onderhouden met Westerse zakenlieden zoals de omstreden Robert Maxwell. Loekanovs naam wordt ook in verband gebracht met vreemde transacties.
Loekanov bleef actief binnen de BSP, maar vanaf 1995 begon hij kritiek uit te oefenen op sommige leden van de partij die hij niet reformistisch genoeg vond. Hij beschuldigde sommige BSP'ers zelfs van Stalinisme.
Op 2 oktober 1996 werd Andrej Loekanov voor zijn appartement in Sofia vermoord. Hij werd door een gewapende man in zijn hoofd en borst geraakt. De dader is nooit gepakt en het motief is altijd onduidelijk geweest. Mogelijk werd hij door een huurmoordernaar vermoord die zou zijn ingehuurd door een (politiek) tegenstander.